# Prailles
Prailles est une ancienne commune du Centre-Ouest de la France située dans le département des Deux-Sèvres, en région Nouvelle-Aquitaine.

## Histoire
Le 1er janvier 2019, la commune fusionne avec La Couarde pour former la commune nouvelle de Prailles-La Couarde dont la création est actée par un arrêté préfectoral du 18 septembre 2018.

## Politique et administration
| Période   | Période               | Identité        | Étiquette | Qualité |
| --------- | --------------------- | --------------- | --------- | ------- |
| mars 2001 | réélu en 2008 et 2014 | Claude Juchault |           |         |

## Démographie
À partir du XXIe siècle, les recensements réels des communes de moins de 10 000 habitants ont lieu tous les cinq ans. Pour Prailles, cela correspond à 2005, 2010, 2015, etc. Les autres dates de « recensements » (2006, 2009, etc.) sont des estimations légales.
| 1793  | 1800 | 1806  | 1821  | 1831  | 1836  | 1841  | 1846  | 1851  |
| ----- | ---- | ----- | ----- | ----- | ----- | ----- | ----- | ----- |
| 1 045 | 802  | 1 184 | 1 307 | 1 305 | 1 297 | 1 371 | 1 401 | 1 379 |

| 1856  | 1861  | 1866  | 1872  | 1876  | 1881  | 1886  | 1891  | 1896  |
| ----- | ----- | ----- | ----- | ----- | ----- | ----- | ----- | ----- |
| 1 415 | 1 390 | 1 345 | 1 283 | 1 322 | 1 314 | 1 308 | 1 234 | 1 249 |

| 1901  | 1906  | 1911  | 1921 | 1926 | 1931 | 1936 | 1946 | 1954 |
| ----- | ----- | ----- | ---- | ---- | ---- | ---- | ---- | ---- |
| 1 176 | 1 144 | 1 066 | 922  | 899  | 824  | 840  | 718  | 727  |

| 1962 | 1968 | 1975 | 1982 | 1990 | 1999 | 2005 | 2006 | 2010 |
| ---- | ---- | ---- | ---- | ---- | ---- | ---- | ---- | ---- |
| 733  | 682  | 527  | 520  | 584  | 620  | 687  | 686  | 658  |

| 2015 | 2016 | - | - | - | - | - | - | - |
| ---- | ---- | - | - | - | - | - | - | - |
| 678  | 675  | - | - | - | - | - | - | - |

## Lieux et monuments
- Monastère de l'Annonciation de Prailles, accueille depuis 1999, une communauté de sœurs bénédictines originaire du monastère de Poitiers fondé en 1617. Il constitue l'un des trois monastères français de la congrégation des Bénédictines de Notre-Dame du Calvaire.